# مدرسه (نشریه)
فصلنامه مدرسه از نشریات ایرانی بود که به مباحث تخصصی علوم انسانی می‌پرداخت و در سال ۸۴ کار خود را آغاز کرد. روزنامه شرق دربارهٔ این نشریه می‌نویسد:
«اولین شماره مجله مدرسه با صاحب امتیازی حسین خسروشاهی، سردبیری جلال توکلیان و دبیری تحریریه رضا خجسته رحیمی تیرماه ۸۴ منتشر شد. حمایت مالی از این نشریه را نیز مؤسسه غیرانتفاعی «معرفت و پژوهش» عهده دار است که در سال‌های گذشته کلاس‌ها و برنامه‌های متنوعی را در حوزه فلسفه و فرهنگ و اخلاق برگزار کرده‌است.»
این مجله را می‌توان یکی از تریبون‌های روشنفکری دینی دانست که پیشتر برخی از نشریات آنان همچون کیان توقیف شده بود؛ و برخی از روشنفکران وابسته به این نحله فکری از جمله دکتر سروش، محمد مجتهد شبستری و کدیور تحت فشار قرار گرفته بودند.
فصلنامه مدرسه در ۱۵ آبان ۸۶ توسط هیئت نظارت بر مطبوعات توقیف شد. علت توقیف مصاحبه‌ای با محمد مجتهد شبستری، از متالهان و روشنفکران دینی ایران عنوان شد که وزارت ارشاد آنرا الحادی دانسته بود.
تعدادی از روشنفکران ایرانی در بیانیه‌ای به توقیف این فصلنامه اعتراض کردند.